# Karin Weber (Politikerin)
Karin Weber (* 31. Mai 1953 in Golßen) ist eine deutsche Politikerin (Die Linke). Von Februar bis Oktober 2014 war sie Mitglied im Landtag Brandenburg, dem sie bereits von 2004 bis 2009 angehörte.

## Leben
Von 1969 bis 1972 absolvierte sie die Ausbildung zur Heimerzieherin mit Lehrbefähigung für Sport und Werken am Institut für Lehrerbildung „Edwin Hoernle“ in Radebeul und arbeitete anschließend bis 1977 als Heimerzieherin. Danach arbeitete sie bis 2004 als Lehrerin und qualifizierte sich während dieser Zeit weiter. So nahm sie 1983 an der Humboldt-Universität zu Berlin das Studium zur Diplomerzieherin für intellektuell geschädigte Kinder auf und schließt es 1987 ab. Nach der friedlichen Revolution erwarb sie von 1994 bis 1997 die Lehrbefähigung als Lehrer für Politische Bildung am Institut für Weiterbildung in Potsdam. Schließlich studierte sie von 1997 bis 2000 Sprachbehindertenpädagogik an der Universität Potsdam.
Karin Weber ist verheiratet und hat zwei Kinder.

## Politik
Weber trat in den frühen 1980er Jahren in die SED ein und war seit 1989 Mitglied der PDS, anschließend Mitglied der Partei Die Linke. Von 1996 bis 2004 war sie Kreisvorsitzende der PDS Dahme-Spreewald. Seit 1999 gehört sie als Mitglied auch dem Kreistag Dahme-Spreewald an.
Bei der Landtagswahl 2004 wurde sie im Landtagswahlkreis Dahme-Spreewald III für eine Periode direkt in den Brandenburger Landtag der 4. Wahlperiode gewählt. Sie fungierte als Sprecherin für Asyl- und Flüchtlings- und Entwicklungspolitik ihrer Fraktion. Zudem war sie Mitglied im Petitionsausschuss und im Rechtsausschuss. 2009 trat sie erneut als Bewerberin um ein Direktmandat an, unterlag jedoch Sylvia Lehmann (SPD) und schied somit zum Ende der Legislaturperiode aus dem Landtag aus. Am 1. Februar 2014 rückte sie für den ausgeschiedenen Christian Görke in den Landtag nach. Nach der Landtagswahl in Brandenburg 2014 schied sie aus dem Landtag aus.